# 8411 Celso
8411 Celso (1996 TO) là một tiểu hành tinh vành đai chính.